# ویلیام تورنتون
ویلیام تورنتون (انگلیسی: William Thornton; ۲۰ مهٔ ۱۷۵۹ – ۲۸ مارس ۱۸۲۸) پزشک، نقاش، مخترع و معمار اهل بریتانیا بود که ساختمان عمارت کنگره را طراحی کرد. وی هم‌چنین اولین مباشر اداره ثبت اختراع و نشان تجاری ایالات متحده آمریکا بود.